# 11258 Aoyama
11258 Aoyama eller 1978 VP1 är en asteroid i huvudbältet som upptäcktes den 1 november 1978 av den japanske astronomen Kōichirō Tomita vid CERGA-observatoriet i Frankrike. Den har fått sitt namn efter Aoyama Gakuin.
Asteroiden har en diameter på ungefär 10 kilometer.